# Rachel Rising
Rachel Rising è una serie a fumetti statunitense in bianco e nero ideata e disegnata da Terry Moore.

## Pubblicazione
Il primo numero della prima edizione in lingua originale è del 2011. La prima edizione italiana è del 2012 ad opera della casa editrice Bao. La serie si è conclusa con il settimo volume uscito in Italia il 7 Luglio 2016.

## Trama
La ventottenne Rachel si sveglia sepolta sottoterra nel bosco vicino alla sua città natale, Manson, negli Stati Uniti. Non sa come sia finita lì e non sa come mai i suoi occhi siano costantemente iniettati di sangue e abbia una brutta cicatrice sul collo. Il mistero si infittisce quando, cadendo da un tetto, Rachel sopravvive senza alcun graffio. Ma Rachel non è l'unica persona a non poter morire: infatti altre tre donne a Manson hanno questo potere. Nel frattempo la cittadina viene sconvolta da una serie di efferati omicidi, dietro i quali c'è lo zampino di Zoe, un'orfanella di dieci anni posseduta dal crudele demone Malus.

## Edizioni
- Terry Moore, Rachel Rising, n° 1, Milano, Bao, 2012,  p. 128, ISBN 978-88-6543-107-8.
- Terry Moore, Rachel Rising, n° 2, Milano, Bao, 2013, p. 128. ISBN 978-88-6543-137-5.
- Terry Moore, Rachel Rising, n° 3, Milano, Bao, 2013, p. 128. ISBN 978-88-6543-189-4.
- Terry Moore, Rachel Rising, n° 4, Milano, Bao, 2014, p. 128. ISBN 978-88-6543-217-4.
- Terry Moore, Rachel Rising, n° 5, Milano, Bao, 2015, p. 128. ISBN 978-88-6543-275-4.
- Terry Moore, Rachel Rising, n° 6, Milano, Bao, 2015, p. 128. ISBN 978-88-6543-538-0
- Terry Moore, Rachel Rising, n° 7, Milano, Bao, 2016, p. 128. ISBN 978-88-6543-727-8